# Oslavio Di Credico
Oslavio Di Credico (Pescara, 12 aprile 1937 – Bologna, 29 agosto 2006) è stato un tenore italiano nonché insegnante di canto lirico.

## Carriera operistica
Studiò canto come baritono presso il Conservatorio G. B. Martini di Bologna e perfezionò la tecnica, scoprendosi tenore, con Mario Del Monaco.
Dopo il suo debutto a Spoleto, si è affermato come tenore e ha ottenuto consensi in Italia e all'estero. Ha cantato presso il Comunale di Bologna, La Fenice di Venezia, il Comunale di Treviso, L'Arena di Verona, l'Opera di Roma, La Scala di Milano, il San Carlo di Napoli, il Regio di Torino, il Comunale di Firenze, il Carlo Felice di Genova, il Bellini di Catania, il Massimo di Palermo, il Festival Rossiniano di Pesaro, il Festival Pucciniano di Torre del Lago e in numerosi teatri esteri: Losanna, Ginevra, Madrid, Budapest, Praga, Malta, Mosca, Tokyo, Seoul, lavorando con direttori quali Gavazzeni, Abbado, Gui, Molinari Pradelli, Sanzogno, Oren, Schippers, Maazel, Muti, Gelmetti, Scimone, Renzetti, Pesko, Olmi, Severini, Ferro, Gatti, Arena, Chailly, Pretre, Sinopoli, Bartoletti, De Bernart, Palleschi, e Registi quali Ronconi, Puecher, Liubimov, Mariani e altri.
Ricca la discografia, soprattutto per la Deutsche Grammophon e Fonit Cetra; per quest'ultima “La Donna del Lago” di Rossini, Dir. Pollini, “Viaggio a Reims” di Rossini, Dir. Abbado, “Le Maschere” di Mascagni, Dir. Gelmetti, “La Scala di Seta” di Rossini, Dir. Ferro; inoltre “La Gazza Ladra” e “Il Sig. Bruschino” di Rossini, Dir. Gelmetti, “La Locandiera” di Salieri, Dir. Luisi, “Der Vampir” di Maschner con la Rai di Roma e “Fra Diavolo” di Auber, Dir. Zedda.
Artista moderno di grande cultura, ha posto la sua attenzione anche nei confronti di opere contemporanee, interpretandone alcune in prima assoluta, da “Nottetempo” di Bussotti a “La Vera Storia” di Berio al “Riccardo III” di Flavio Testi, per La Scala e di altri autori come Tutino (Pinocchio), Vacchi (Girotondo), Ligeti (Le Grand Macabre). Inoltre, negli ultimi periodi ha esteso la sua competenza artistica anche alla regia e alla scenografia.

## Carriera didattica
Fu pedagogo e maestro di canto. Dopo la fallimentare tecnica canora impartitagli in gioventù da un suo insegnante, Oslavio di Credico dovette ricominciare da capo, sotto la guida di Mario Del Monaco. Forse per questo, si rese conto di quanto fosse importante una giusta didattica canora e, in questo senso, cominciò la sua ricerca anche da didatta del canto. Insegnò dal 1980 al 1994 al Conservatorio Niccolò Paganini di Genova. Quando la legge italiana chiese ai professionisti (era cantante in carriera ed insegnante) titolari di due attività di rinunciare al 2º stipendio, Di Credico rimase ancora due anni al Conservatorio di Genova gratuitamente, per far ultimare gli studi agli allievi che stava seguendo.
Oslavio di Credico trasmise ai suoi allievi la tecnica lirica, da lui chiamata 'dello sbadiglio', con vari esercizi di vocalizzazione che riusciva a calibrare secondo le necessità dello studente; particolare importanza era data all'inspirazione diaframmatica e costo-addominale e all'appoggio, alla posizione della bocca e della cavità orale in favore dell'apertura e della risonanza in relazione alla nota e alla vocale da produrre. Le lezioni venivano arricchite da preziose spiegazioni di anatomia e fisiologia della voce.

## Voce e stile di canto
Oslavio di Credico nasce come tenore primario e comprimario. Tuttavia negli ultimi anni rispolvero' la sua timbrica vocale baritonale con cui era stato erroneamente impostato e la utilizzò per interpretare personaggi in questa tessitura con la consueta professionalità. In tal veste ha debuttato in “Cavalleria Rusticana” di Mascagni nel ruolo di “Alfio” a Torino al Teatro Colosseo, esibendosi poi in altre piazze italiane; ha altresì cantato nei ruoli di “Don Bartolo” del “Barbiere” di Rossini e “Uberto” della “Serva Padrona” di Pergolesi. Al festival di Santander si è esibito in A. Chenier, come Maggiordomo e Fouquier Tinville, accanto a Pons e Casolla, Dir. Palumbo.

## Ulteriori riconoscimenti
- Il suo nome è riportato nell'ultima edizione dell'opera lirica della “UTET” per le prime esecuzioni mondiali.
- È stato insignito del titolo di Cavaliere di Malta per meriti artistici.
- Recentemente a Lanciano aveva fondato, insieme al maestro Francesco Paolo Santacroce l'associazione musicale Fomi, per la divulgazione dell'opera lirica e la valorizzazione dei giovani talenti.
- È autore della prefazione del libro "Il canto - metodo teorico pratico per il cantante moderno" della sua allieva Elena Vivaldi (2005) edito da Carisch.
- È coautore del brano "Così come sei", (con Francesco Paolo Santacroce su testo di Matteo Miramari).

## Il canto del cigno
Si spense a 69 anni il 29 agosto 2006 a Bologna, dove risiedeva da tempo, dopo 15 giorni di coma profondo in seguito a un arresto cardiaco. Uno dei due figli è violoncellista.

## Discografia
- Puccini: Turandot - Rico Saccani/Ghena Dimitrova/Kristján Jóhannsson/Katia Ricciarelli/Paata Burchuladze/Mauro Buda/Gianni Mongiardino/Oslavio Di Credico, 2008 Rico Saccani
- Rossini: Il Viaggio A Reims - Chamber Orchestra of Europe/Claudio Abbado/Giorgio Surian/Katia Ricciarelli/Lella Cuberli/Enzo Dara/Ruggero Raimondi/Francisco Araiza/Cecilia Gasdia/Samuel Ramey/Leo Nucci, 1985 Deutsche Grammophon
- Salieri: La Locandiera - Gastone Sarti/Alessandra Ruffini/Luigi Petroni/Piero Guarnera/Oslavio Di Credico/Fabio Luisi/Orchestra Sinfonica dell'Emilia Romagna/Paola Leolini, 2007 Nuova Era

## DVD
- Cilea: Adriana Lecouvreur (La Scala, 1989) - Mirella Freni/Ivo Vinco/Fiorenza Cossotto/Osvaldo Di Credico/Sara Mingardo/Gianandrea Gavazzeni, Opus Arte/Naxos